# Дикастерия по содействию целостному человеческому развитию
Дикастерия по содействию целостному человеческому развитию (лат. Dicasterium ad Integram Humanam Progressionem fovendam) — одна из 16 дикастерий Римской курии.

## Основание
Дикастерия по содействию целостному человеческому развитию была учреждена Папой римским Франциском апостольским письмом от 31 августа 2016 года, в форме motu proprio, «Humanam progressionem», путём слияния четырёх Папских Советов — Папского Совета справедливости и мира, Папского Совета Cor Unum, Папского Совета по пастырскому попечению о мигрантах и странствующих и Папского Совета по пастырскому попечению о работниках здравоохранения, которые будут упразднены с 1 января 2017 года. «Эти четыре дикастерии будут упразднены, статьи 142—153 Апостольской конституции «Pastor Bonus» – отменены», — уточняет понтифик в своем рескрипте, озаглавленном «Humanam Progressionem», который был подписан 17 августа и стал достоянием гласности в последний день лета. Во главе Дикастерии стоит префект.
Дикастерия станет оказывать помощь «мигрантам, обездоленным, больным и отверженным, маргиналам, жертвам вооруженных конфликтов и стихийных бедствий, заключенным, безработным и жертвам любых форм рабства и пыток».
Новую структуру будет возглавлять префект, которому будет помогать секретарь и «по меньшей мере, один заместитель секретаря» — эти должности смогут занимать миряне. Также заявлено, что членами дикстерии будут и другие миряне, осуществляющие работу по направлениям, относящимся к компетенции нового куриального органа.
Новое подразделение Римской курии призвано осуществлять свою деятельность в тесном сотрудничество с Государственным секретариатом Ватикана – в особенности в тех вопросах, «которые касаются отношений с правительствами и другими субъектами международного права».
В рамках дикастерии будут созданы три комиссии: по благотворительности, по экологии и по санитарным вопросам. Новый орган будет также курировать деятельность благотворительной организации «Каритас».

## Руководство
- префект дикастерии — кардинал Майкл Черни — (1 января 2022 — по настоящее время)[1][3].
- секретарь дикастерии
  - священник Бруно Мари Дюффе — (16 июня — 1 июля 2017)[4].
  - монахиня Алессандра Смерилли, F.M.A. — (26 августа 2021 — по настоящее время);
- секретари-делегаты дикастерии:
  - монсеньор Джованни Пьетро Даль Тозо — (1 января — 9 ноября 2017);
  - монсеньор Жан-Мари Мате Мусиви Мпендавату — (1 января 2017 — 1 января 2022);
- секретарь-адъюнкт дикастерии:
  - священник Аугусто Сампини, S.J. — (8 апреля 2020 — 26 августа 2021)[5];
- заместители секретаря дикастерии:
  - кардинал Майкл Черни, S.J. — (14 декабря 2016 — 1 января 2022)[6];
  - кардинал Фабио Баджо, C.S. — (14 декабря 2016 — по настоящее время)[6];
  - монсеньор Сегундо Техадо Муньос — (8 июля 2017 — по настоящее время)[7];
  - священник Никола Риккарди, O.F.M. — (8 июля 2017 — по настоящее время)[7];
  - доктор Фламиния Джованелли — (8 июля 2017 — 2018)[7].